# Bichiș (Mureș)
Bichiș é uma comuna romena localizada no distrito de Mureș, na região histórica da Transilvânia. A comuna possui uma área de 46.55 km² e sua população era de 980 habitantes segundo o censo de 2007.